# Carreró sagnant
Carreró sagnant (títol original en anglès: Blood Alley) és una pel·lícula estatunidenca dirigida per William A. Wellman el 1955, per la Batjac Productions, distribuïda per la Warner Bros.. Ha estat doblada al català.

## Argument
La Xina Comunista, en els anys 1950. Tom Wilder, oficial americà de la marina mercant, s'evadeix de la presó i arriba a un poble, el cap del qual, Mr. Tso, li demana que els condueixi amb vaixell fins a Hong Kong, a ell i a tots els habitants (que volen fugir del règim), via el perillós Estret de Taiwan, anomenat "Carreró sagnant". Tom accepta portar-los, en un vell transbordador que els vilatans han recuperat. Entre els passatgers, es troba Cathy Grainger, la filla d'un metge americà. Ben aviat seran perseguits per la marina xinesa.

## Repartiment
- John Wayne: Capità Tom Wilder
- Lauren Bacall: Cathy Grainger
- Paul Fix: Sr. Tso
- Joy Kim: Susu
- Berry Kroeger: Feng
- Mike Mazurki: Big Han
- Anita Ekberg: Wei Ling

I, entre els actors que no surten als crèdits:
- George Chang: Sr. Sing
- W.T. Chang: Sr. Han
- James Hong: soldat comunista
- Lowell Gilmore: oficial britànic